# Pablo Herrera (beachvolleyballer)
Pablo Herrera Allepuz (Castellón de la Plana, 29 juni 1982) is een voormalige Spaanse beachvolleybalspeler. Tussen 2001 en 2024 deed hij mee aan meer dan 220 internationale toernooien op het hoogste niveau. Herrera werd tweemaal Europees kampioen en won met Javier Bosma in 2004 olympisch zilver. In totaal nam hij deel aan zes opeenvolgende Olympische Spelen: een record in het beachvolleybal. Hij werd tien keer Spaans kampioen.

## Carrière

### 2001 tot en met 2008
Herrera debuteerde in 2001 in de FIVB World Tour met Raúl Mesa. Het duo speelde twee reguliere wedstrijden en nam verder deel aan de WK U21 in Le Lavandou waar het de zilveren medaille won. Het jaar daarop behaalden ze de wereldtitel U21 in Catania en deden ze mee aan een toernooi in Cádiz. Vervolgens vormde Herrera twee jaar lang een duo met Javier Bosma. Het tweetal speelde het eerste jaar drie reguliere wedstrijden in de World Tour met een negende plaats in Mallorca als beste resultaat. Bij de WK in Rio de Janeiro bereikten ze de achtste finale die ze verloren van de latere Braziliaanse wereldkampioenen Ricardo Santos en Emanuel Rego. In 2004 namen ze deel aan negen toernooien in de World Tour; ze behaalden een overwinning in Lianyungang en een vijfde plaats in Kaapstad. Bij de EK in Timmendorfer Strand eindigde het tweetal eveneens als vijfde. In Athene wonnen Herrera en Bosma de zilveren medaille bij de Olympische Spelen nadat ze de finale van Ricardo en Emanuel verloren hadden.
Na afloop van de Spelen gingen Herrera en Bosma uit elkaar en vormde Herrera opnieuw een team met Mesa. Het tweetal speelde eind 2004 nog een toernooi in Rio de Janeiro. Het jaar daarop waren ze actief op tien reguliere FIVB-toernooien waarbij vier negende plaatsen (Shanghai, Stavanger, Stare Jabłonki en Salvador) het hoogst haalbare was. Bij de WK in Berlijn verloren ze in de tweede ronde van het Estse duo Kristjan Kais en Rivo Vesik waarna ze in de eerste herkansingsronde definitief werden uitgeschakeld door de Oostenrijkers Nik Berger en Clemens Doppler. In Moskou wonnen Herrera en Mesa daarentegen de Europese titel ten koste van de Zwitsers Patrick Heuscher en Stefan Kobel. Het duo speelde in 2006 acht wedstrijden in de World Tour met een vijfde plaats in Klagenfurt als beste resultaat. Het daaropvolgende jaar namen Herrera en Mesa deel aan elf reguliere toernooien op mondiaal niveau. Ze eindigden eenmaal als vierde (Roseto degli Abruzzi), eenmaal als vijfde (Parijs) en driemaal als negende (Manamah, Stavanger en Klagenfurt). In Gstaad bereikte het duo bij de WK de achtste finale waar het opnieuw verloor van Kais en Vesik. Ze speelden in 2008 dertien wedstrijden in de World Tour en boekten een overwinning in Kristiansand en een derde plaats in Berlijn. Bij de Olympische Spelen in Peking werden Herrera en Mesa in de achtste finale uitgeschakeld door de Amerikanen Jacob Gibb en Sean Rosenthal.

### 2009 tot en met 2014
Van 2009 tot en met 2024 vormde Herrera een duo met Adrián Gavira. Ze behaalden het eerste jaar enkel toptienplaatsen bij de elf toernooien in de World Tour waar ze aan deelnamen. In Marseille en Den Haag eindigden ze als tweede en in Gstaad, Stare Jabłonki en Sanya werden ze derde. Daarnaast behaalden ze zowel in Klagenfurt en Åland als bij de WK in Stavanger een vijfde plaats. In Stavanger verloor het duo in de kwartfinale van de Amerikanen Todd Rogers en Phil Dalhausser. Bij de EK in Sotsji wonnen Herrera en Gavira verder de bronzen medaille ten koste van de Duitse wereldkampioenen Julius Brink en Jonas Reckermann. In 2010 namen ze deel aan dertien mondiale toernooien met twaalf toptienplaatsen. Het tweetal behaalde een tweede (Mysłowice), een derde (Rome) en twee vierde plaatsen (Stavanger en Åland). Het seizoen daarop speelden ze acht wedstrijden in de World Tour met een vierde plaats in Shanghai als beste resultaat. Bij de WK in Rome eindigde het duo als vijfde nadat het de kwartfinale van de Brazilianen Márcio Araújo en Ricardo verloren had. In Peking en Agadir behaalden Herrera en Gavira eveneens een vijfde plaats.
Herrera en Gavira namen in 2012 deel aan zeven toernooien in de World Tour en eindigden driemaal in de toptien; ze werden derde in Mysłowice, vierde in Brasilia en vijfde in Shanghai. In Londen kwam het duo bij de Olympische Spelen niet verder dan de achtste finale waar het werd uitgeschakeld door de Brazilianen Pedro Cunha en Ricardo. Het daaropvolgende jaar bereikten Herrera en Gavira bij de WK in Stare Jabłonki de kwartfinale waar ze van Ricardo en Álvaro Morais Filho verloren. Bij de overige acht World Tour-toernooien behaalden ze zes toptienplaatsen met onder meer een tweede plaats in Long Beach en een derde plaats in Berlijn. Bovendien wonnen ze de Europese titel in Klagenfurt. In 2014 was het tweetal actief op elf mondiale toernooien met vijf vijfde plaatsen als beste resultaat (Shanghai, Moskou, Stavanger, Gstaad en Den Haag). Bij de EK eindigden ze dit jaar als vierde achter de Oostenrijkers Doppler en Alexander Horst.

### 2015 tot en met 2021
Het seizoen daarop boekte het duo een overwinning in Moskou en een derde plaats in Long Beach. Bij de overige acht wedstrijden in de World Tour werd vijfmaal de top tien gehaald. In Nederland werden Herrera en Gavira bij de WK in de zestiende finale uitgeschakeld door de Cubanen Sergio González en Nivaldo Díaz. Daarnaast eindigden ze bij de EK in Klagenfurt op de vijfde plaats. In 2016 behaalden ze bij elf toernooien op een uitzondering na enkel toptienplaatsen. Ze boekten een overwinning in Xiamen, behaalden een derde plaats in Fuzhou en werden vierde in Gstaad. Bij de Olympische Spelen in Rio de Janeiro bereikte het tweetal de achtste finale die ze verloren van de latere olympisch kampioenen Alison Cerutti en Bruno Oscar Schmidt. In Biel/Bienne eindigden ze bij de EK opnieuw op de vijfde plaats. Het daaropvolgende jaar namen ze deel aan negen toernooien in de World Tour met een tweede plaats in Den Haag als beste resultaat. Daarnaast eindigden Herrera en Gavira als vijfde in Moskou, bij de WK in Wenen – waar ze in de kwartfinale verloren van de Nederlanders Christiaan Varenhorst en Maarten van Garderen – en bij de World Tour Finals in Hamburg. Bij de EK in Jūrmala  kwamen ze niet verder dan de tussenronde die werd verloren van de Oostenrijkers Robin Seidl en Tobias Winter. In 2018 speelde het tweetal dertien mondiale wedstrijden. Ze boekten een overwinning in Ostrava en behaalden een tweede plaats in Gstaad. Bovendien wonnen ze bij de EK in Nederland de bronzen medaille ten koste van het Russische duo Konstantin Semjonov en Ilja Lesjoekov.
Het daaropvolgende seizoen namen Herrera en Gavira deel aan tien reguliere FIVB-toernooien. Het tweetal behaalde vier vijfde plaatsen (Las Vegas, Jinjiang, Ostrava en Wenen) en eindigde tweemaal op het podium; in Doha werden ze derde en in Xiamen tweede. Bij de WK in Hamburg werden ze in de zestiende finale uitgeschakeld door de Amerikanen Jacob Gibb en Taylor Crabb en bij de EK in Moskou verloren ze de achtste finale van de Italianen Paolo Nicolai en Daniele Lupo. Het duo sloot het seizoen af met een vijfde plaats bij de World Tour Finals in Rome en eindigde vervolgens als negende bij het olympisch kwalificatietoernooi in Haiyang. In 2020 bereikten Herrera en Gavira de kwartfinale bij de EK in Jūrmala waar ze werden uitgeschakeld door de Noren Anders Mol en Christian Sørum. Het jaar daarop namen ze in aanloop naar de Spelen in Tokio deel aan zes FIVB-toernooien met driemaal een negende plaats als beste resultaat. In Tokio kwam het duo tot de achtste finale van het olympisch beachvolleybaltoernooi die verloren werd van Vjatsjeslav Krasilnikov en Oleg Stojanovski. Bij de EK in Wenen bereikten ze de kwartfinale waar ze verloren van het Poolse duo Piotr Kantor en Bartosz Łosiak.

### 2022 tot en met 2024
In 2022 namen Herrera en Gavira deel aan acht toernooien in de Beach Pro Tour – de opvolger van de World Tour. Ze wonnen een zilveren medaille bij het Future-toernooi van Madrid en eindigden als vierde bij het Elite16-toernooi van Ostrava. In Hamburg en Parijs behaalden ze een vijfde plaats. Bij de WK in Rome verloren ze in de zestiende finale van Alison Cerutti en Guto Carvalhaes. Bij de EK in München bereikten ze de kwartfinale waar ze werden uitgeschakeld door de latere kampioenen David Åhman en Jonatan Hellvig. Het seizoen daarop kwamen Herrera en Gavira in actie bij vijftien toernooien in de Beach Pro Tour. Ze wonnen het Challenge-toernooi van La Paz door de Nederlanders Stefan Boermans en Yorick de Groot in de finale te verslaan en bij het Challenge-toernooi van Goa eindigden ze als tweede achter het Oostenrijkse tweetal Robin Seidl en Moritz Pristauz. Ze behaalden verder vijf vijfde plaatsen (Doha, Itapema, Espinho, Hamburg en Nuvali). In Wenen strandden ze bij de EK in de tussenronde. Bij de WK in Tlaxcala verloor het duo in de zestiende finale van de latere wereldkampioenen Ondřej Perušič en David Schweiner.
In 2024 speelden Herrera en Gavira in aanloop naar de Spelen negen toernooien in de mondiale competitie. Ze kwamen daarbij tot vier vijfde plaatsen (Saquarema, Guadalajara, Tepic en Wenen). In Parijs deed Herrera voor de zesde keer op rij mee aan de Olympische Spelen. Ze bereikten de kwartfinale waar ze in twee sets werden uitgeschakeld door Mol en Sørum en eindigden daarmee op een vijfde plaats. Bij de EK in Nederland verloren ze de kwartfinale van het Italiaanse tweetal Samuele Cottafava en Paolo Nicolai. In augustus wonnen ze in Hamburg bij het laatste internationale optreden van Herrera de zilveren medaille achter Mol en Sørum. Een maand later speelde Herrera in zijn thuisstad Castellón zijn laatste professionele wedstrijd en beëindigde hij zijn sportieve carrière.

## Palmares
Kampioenschappen
- 2001:  WK U21
- 2002:  WK U21
- 2004:  OS
- 2005:  EK
- 2007: 9e WK
- 2008: 9e OS
- 2009: 5e WK
- 2009:  EK

- 2011: 5e WK
- 2012: 9e OS
- 2013: 5e WK
- 2013:  EK
- 2016: 9e OS
- 2017: 5e WK
- 2018:  EK
- 2021: 9e OS
- 2024: 5e OS

FIVB World Tour
- 2004:  Lianyungang Open
- 2008:  Grand Slam Berlijn
- 2008:  Kristiansand Open
- 2009:  Grand Slam Gstaad
- 2009:  Grand Slam Marseille
- 2009:  Stare Jabłonki Open
- 2009:  Den Haag Open
- 2009:  Sanya Open
- 2010:  Grand Slam Rome
- 2010:  Mysłowice Open
- 2012:  Mysłowice Open

- 2013:  Grand Slam Long Beach
- 2013:  Grand Slam Berlijn
- 2015:  Grand Slam Moskou
- 2015:  Grand Slam Long Beach
- 2016:  Xiamen Open
- 2016:  Fuzhou Open
- 2017:  3* Den Haag
- 2018:  4* Ostrava
- 2018:  5* Gstaad
- 2019:  4* Doha
- 2019:  4* Xiamen

Beach Pro Tour
- 2022:  Madrid Future
- 2023:  La Paz Challenge
- 2023:  Goa Challenge
- 2024:  Elite16 Hamburg